# Radiateur à bain d'huile

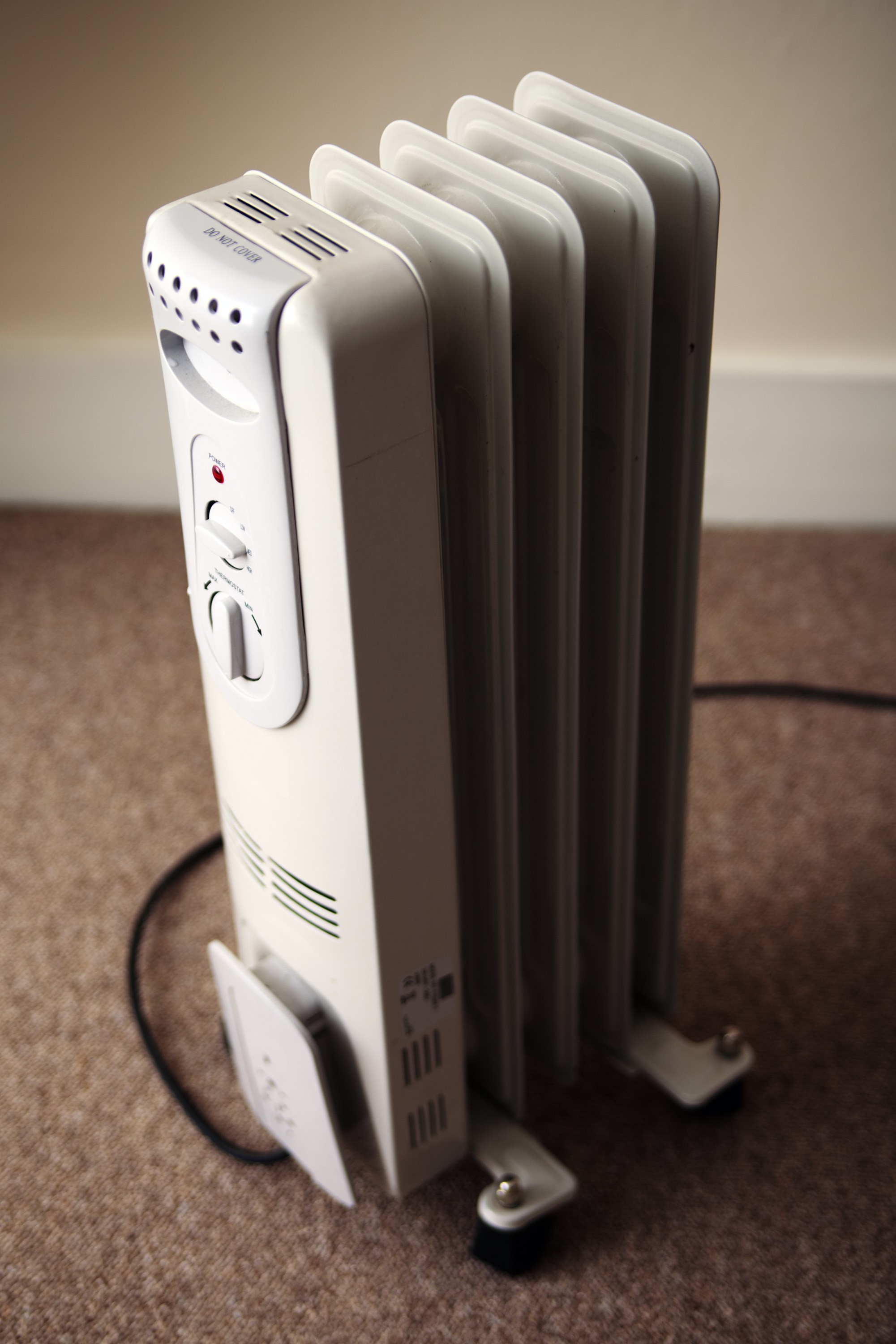
Un radiateur à bain d'huile

Un radiateur à bain d'huile est une forme commune de radiateur de convection utilisée dans le chauffage domestique. Bien qu'il soit rempli d'huile minérale, il est chauffé électriquement et ne brûle pas de mazout ; l'huile est utilisée comme réservoir de chaleur (tampon) et non comme combustible.

## Fonction
Les radiateurs à bain d'huile se composent de colonnes métalliques avec des cavités à l'intérieur, où l'huile circule librement autour du réchauffeur. Un élément chauffant à la base du réchauffeur chauffe l'huile qui circule autour des cavités du réchauffeur par convection. L'huile a une capacité thermique massique relativement élevée et un point d'ébullition élevé. La capacité thermique spécifique élevée permet à l'huile de transférer efficacement l'énergie thermique de l'élément chauffant, tandis que le point d'ébullition élevé de l'huile lui permet de rester en phase liquide à des fins de chauffage, de sorte que le réchauffeur n'a pas besoin d'être à haute pression[réf. nécessaire].
L'élément chauffant chauffe l'huile, qui transfère la chaleur à la paroi métallique par convection, à travers les parois par conduction, puis à l'environnement par convection d'air et rayonnement thermique. Les colonnes des réchauffeurs d'huile sont généralement construites sous forme d'ailettes minces, de sorte que la surface des colonnes métalliques est grande par rapport à la quantité d'huile et d'élément qui fournit la chaleur. Une grande surface permet à plus d'air d'être en contact avec le radiateur à tout moment, ce qui permet à la chaleur d'être transférée plus efficacement, ce qui se traduit par une température de surface suffisamment sûre pour être touchée. La capacité thermique massique relativement importante de l'huile et des pièces métalliques signifie que ce type de réchauffeur prend quelques minutes pour chauffer et refroidir, fournissant un stockage thermique à court terme[réf. nécessaire].

## Efficacité
Les radiateurs à bain d'huile sont couramment utilisés dans les chambres à coucher et autres espaces clos de petite à moyenne taille. En effet, les radiateurs à gaz, en particulier sans conduit de fumée, ne conviennent pas à une utilisation dans une chambre à coucher - les radiateurs à gaz ne peuvent pas être utilisés dans des espaces confinés en raison de la réduction de l'oxygène et des émissions produites. Cela laisse les radiateurs électriques, tels que les radiateurs à bain d'huile, les radiateurs soufflants et les pompes à chaleur, comme seule alternative.
Plusieurs paramètres d'efficacité peuvent être mesurés en ce qui concerne les appareils de chauffage, tels que l'efficacité du chauffage d'une pièce avec une quantité d'énergie donnée, et l'efficacité de la centrale électrique qui alimente l'appareil de chauffage et la perte de puissance due au transport de l'électricité sur les lignes électriques. Les mesures peuvent également tenir compte de l'efficacité avec laquelle un appareil de chauffage maintient la température d'un espace au-dessus d'un certain point. De telles mesures trouveraient des inefficacités dans le chauffage d'une pièce déjà chaude. De nombreux appareils de chauffage (la majorité des modèles disponibles) sont équipés d'un thermostat pour empêcher ce chauffage inefficace, ce qui réduit les coûts de fonctionnement. Cette caractéristique était beaucoup plus courante dans les radiateurs à huile que dans les radiateurs soufflants moins chers jusqu'à récemment, ainsi, de nombreux radiateurs à huile plus anciens seront moins chers et plus efficaces à faire fonctionner que leurs radiateurs soufflants contemporains dépourvus de thermostat.
Les réchauffeurs d'huile typiques varient en puissance de 500 à 2 400 watts, et leur longueur et leur nombre de colonnes sont à peu près proportionnels à leur puissance nominale. Un réchauffeur d'huile de 2 400 watts mesure généralement environ un mètre de long. Les coûts de fonctionnement sont généralement déterminés linéairement par la puissance du radiateur et la durée de fonctionnement :  un radiateur de 500 watts prendra au moins deux fois plus de temps pour atteindre le même réglage de thermostat qu'un appareil de 1 000 watts ; la consommation totale d'électricité est la même pour les deux.
Tous les radiateurs à résistance électrique sont efficaces à 100 % pour convertir l'énergie électrique entrante en chaleur. Cependant, si la majeure partie de l'électricité du réseau est produite par des centrales thermiques au combustible fossile (charbon, pétrole ou gaz) avec une efficacité d'environ 30 %, le chauffage électrique est souvent moins efficace et plus cher que les appareils de chauffage à combustion qui convertissent directement le pétrole (fioul ou kérosène) ou le gaz en chaleur. En France néanmoins, où l'électricité est produite en 2019 à 67 % à partir d'énergie nucléaire le chauffage électrique émet très peu de CO2 et permet d'économiser des combustibles fossiles.
En revanche, une pompe à chaleur électrique utilisée pour le chauffage domestique a généralement une efficacité bien supérieure à 100 %, exprimée par son coefficient de performance, car elle déplace la chaleur extérieure dans une pièce plutôt que de la générer.

## Sécurité et fonctionnalités
Les principaux risques des appareils de chauffage à bain d'huile sont le risque d'incendie et brûlures. Dans les deux cas, ils sont généralement plus dangereux que les pompes à chaleur mais moins dangereux que les radiateurs soufflants électriques ; cela est dû à la température de surface de chaque type de chauffage.
La plupart des petits radiateurs modernes ont une forme de capteur d'inclinaison pour couper l'alimentation s'ils sont renversés ou placés sur une surface instable, ce qui peut réduire le risque d'incendie si un radiateur est renversé.
Du point de vue de la sécurité, il est préférable d'éviter d'avoir tout objet à moins d'un mètre d'un radiateur à huile. L'utilisation d'un radiateur à huile pour sécher les vêtements n'est recommandée par aucun fabricant moderne. Même si la température de surface de l'appareil de chauffage en fonctionnement normal est assez basse, la couche isolante supplémentaire des vêtements sur l'appareil de chauffage peut faire monter sa température de surface jusqu'à la température d'auto-inflammation du matériau.
Certains appareils de chauffage à l'huile contiennent des avertissements forts pour éviter le fonctionnement dans des zones humides (telles que les salles de bains ou les buanderies) car l'humidité et l'humidité peuvent endommager les composants de l'appareil de chauffage lui-même.
Les radiateurs à huile sont connus pour exploser lorsque leurs fusibles thermiques ne parviennent pas à déclencher un arrêt, ce qui peut provoquer un incendie, une épaisse fumée noire, des odeurs désagréables, de l'huile sur les murs et d'autres surfaces ainsi que des brûlures défigurantes.
Certaines entreprises proposent des réchauffeurs d'huile avec un ventilateur, pour augmenter le débit d'air sur le réchauffeur. Puisqu'il amène constamment l'air plus froid de la pièce en contact avec le radiateur, cela peut améliorer le débit de chaleur du radiateur dans la pièce. Le débit de chaleur du radiateur dans l'air en contact avec celui-ci est plus élevé lorsqu'il y a une plus grande différence de température entre le radiateur et l'air.

## Sources et références
1. ↑  « Electric heating | EECA Energywise » [archive du 6 décembre 2012], www.energywise.govt.nz.
2. ↑  « Electric resistance heating », ENERGY.GOV (consulté le 12 mars 2017)
3. ↑  « Chauffage électrique : consommation, performance, impact - EDF », sur particulier.edf.fr (consulté le 19 juillet 2022)
4. ↑  « Heat Pumps », EECA, EECA (consulté le 12 mars 2017)
5. ↑  « Oil heater explodes, trial blown », The Southland Times, New Zealand (consulté le 22 mars 2013)